# Joachim Buchner
Joachim Buchner (11 giugno 1964) è un ex sciatore alpino austriaco.

## Biografia
Sciatore polivalente originario di Zell am See, Buchner in Coppa del Mondo ottenne il primo piazzamento l'11 dicembre 1984 a Sestriere in slalom gigante (9º) e il miglior risultato, nonché ultimo piazzamento internazionale, il 27 gennaio 1985 a Garmisch-Partenkirchen in combinata (8º); non prese parte a rassegne olimpiche né ottenne piazzamenti ai Campionati mondiali.

## Palmarès

### Coppa del Mondo
- Miglior piazzamento in classifica generale: 57º nel 1985

### Campionati austriaci
- 2 medaglie[1]:
  - 1 argento (combinata nel 1983)
  - 1 bronzo (combinata nel 1984)